# Acrotrichis sericans
Acrotrichis sericans ist ein Käfer aus der Familie der Zwergkäfer (Ptiliidae). 

## Merkmale
Die Käfer erreichen eine Körperlänge von 0,7 Millimetern und haben einen schwach glänzenden grauschwarzen Körper mit parallelen Seiten. Die Hinterwinkel des Halsschildes sind rechteckig und nach hinten nur wenig ausgezogen. Der Halsschild ist unmerklich breiter als die Deckflügel und maximal geringfügig mehr glänzend als die Deckflügel und gleichmäßig sehr eng punktförmig strukturiert. Die Deckflügel sind deutlich länger als zusammen breit und sind bei beiden Geschlechtern zur Spitze hin nicht erweitert. Die Fühler sind dunkel, die ersten beiden Glieder sind rostrot. Die Beine sind gelbbraun. 

## Vorkommen und Lebensweise
Die Art ist in der Paläarktis sowie in Nordamerika verbreitet. Sie ist in Mitteleuropa eine der häufigsten Arten der Gattung und ist weit verbreitet. In den Alpen findet man sie bis etwa 1600 Meter. Die Tiere leben unter faulendem Pflanzenmaterial und Mist.